# Tanyptera (Mesodictenidia) antica anticoides
Tanyptera (Mesodictenidia) antica anticoides is een ondersoort van de tweevleugelige Tanyptera (Mesodictenidia) antica uit de familie langpootmuggen (Tipulidae). De ondersoort komt voor in het Oriëntaals gebied.